# Anne Marsh
Pour les articles homonymes, voir Caldwell et Marsh.
Anne Marsh, née Caldwell le 9 janvier 1791 à Newcastle-under-Lyme dans le Staffordshire et morte le 5 octobre 1874 à Linley Wood, est une romancière anglaise, populaire à l'époque victorienne.

## Biographie
Elle est la troisième fille et quatrième enfant de James Caldwell de Linley Wood (Staffordshire) qui travaillait à Newcastle-under-Lyme et était sous-lieutenant du comté. Sa mère était Elizabeth, fille et cohéritière de Thomas Stamford de Derby.
Elle est une amie de longue date de la famille de Josiah Wedgwood, le fabricant de poterie, et une connaissance de Charles Darwin et son épouse Emma (née Wedgwood),.
En 1817, elle épouse Arthur Cuthbert Marsh, un banquier. Ruiné sept ans plus tard, c'est Harriet Martineau qui encourage Anne Marsh à écrire. En 1849, à la mort de son époux, elle écrit surtout pour subvenir aux besoins de sa famille. Elle a alors sept enfants à charge.
À la mort de son frère James Stamford Caldwell, en 1858, Anne Marsh reprend la succession de Linley Wood, ainsi que la licence royale du nom de Caldwell en plus de celle de Marsh.  Elle prend alors le nom de Anne Marsh-Caldwell. Elle écrit aussi bien sous le nom de Anne Caldwell, Mrs Marsh ou Mrs Marsh-Caldwell.
Elle meurt à Linley Wood, le 5 octobre 1874.

### Vie privée
En juillet 1817, elle épouse Arthur Cuthbert Marsh de Eastbury Lodge (Hertfordshire). Son mari meurt le 23 décembre 1849. Ils ont sept enfants, cinq filles et deux garçons :
- Arthur, né en 1824, meurt jeune ;
- Martin William James (1826-1846), meurt à Athènes à l'âge de 20 ans ;
- Eliza Louisa ;
- Frances Mary : elle épouse Richard Crofton, un militaire, en 1846 ;
- Georgina Amelia ;
- Mary Emma : elle épouse en 1853 Leopold George Heath ;
- Hannah Adelaide (morte en 1859) : elle épouse en 1853 le révérend Edward Henry Loring.

## Œuvres
Anne Marsh a été l’une des romancières britanniques les plus populaires, pendant près d’un quart de siècle. Son premier livre, Two Old Men's Tales, est composé de deux histoires : The Deformed et The Admiral's Daughter. Il est publié sur la suggestion d'Harriet Martineau. Reconnus pour leur caractère didactique, ses livres ont été publiés de façon anonyme et décrivent principalement la vie dans les classes moyenne et inférieure de l’aristocratie.
- (en) Two Old Men's Tales, 1834
  - Le Contrefait, Hachette et Cie, 1879 ((en) The Deformed, 1834), trad. Léon Bochet (Le contrefait sur Gallica)
  - La Fille de l'amiral, H. Casterman, 1865 ((en) The Admiral's Daughter, 1834), trad. L. Sevestre[6] (La Fille de l'amiral sur Gallica)

- (en) Tales of the Woods and Fields, 1838
- (en) Triumphs of Time, 1844
- (en) Aubrey, 1845
- (en) Mount Sorel, 1845
- (en) Father Darcy, an Historical Romance, 1846
- Emilia Wyndham, C. Reinwald, 1851 ((en) Emilia Wyndham, 1846), trad. Zélia Long[7]
- (en) Norman's Bridge, or the Modern Midas, 1847
- (en) Angela, or the Captain's Daughter, 1848
- (en) The Previsions of Lady Evelyn, 1848
- (en) Mordaunt Hall, 1849
- (en) The Wilmingtons, 1849
- (en) Lettice Arnold, 1850
- (en) Time the Avenger, 1851
- (en) Ravenscliffe, 1851
- (en) Castle Avon, 1852
- (en) The Heiress of Haughton, 1856
- (en) Evelyn Marston, 1856
- (en) The Rose of Ashurst, 1857

Un grand nombre de ses œuvres ont bénéficié de plusieurs éditions. Une collection les regroupant en 15 volumes a été publiée dans la Parlour Library de Thomas Hodgson en 1857. Marsh a également écrit The Protestant Reformation in France and the Huguenots (1847), et une traduction de Song of Roland, as chanted before the Battle of Hastings by the minstrel Taillefer (1854).
Il lui a été attribuée à tort des romans écrits par Julia Cecilia Stretton (1812–1878), comme Margaret and her Bridesmaids.